# Aoplus teranishii
Aoplus teranishii là một loài tò vò trong họ Ichneumonidae.